# Atorella arcturi
Atorella arcturi is een schijfkwal uit de familie Atorellidae. De kwal komt uit het geslacht Atorella. Atorella arcturi werd in 1928 voor het eerst wetenschappelijk beschreven door Bigelow. 